# ستاری جوروواتس
ستاری جوروواتس (به صربی: Stari Đurovac) یک منطقهٔ مسکونی در صربستان است که در پروکوپلیه واقع شده‌است. ستاری جوروواتس ۱۵ نفر جمعیت دارد.